# 飛騨市立宮川小学校
飛騨市立宮川小学校 （ひだしりつ みやがわしょうがっこう）は、岐阜県飛騨市宮川町にある公立小学校。
校区は飛騨市宮川町全域（旧・吉城郡宮川村）である。

## 沿革
宮川小学校は2000年（平成12年）に宮川村立坂上小学校と宮川村立坂下小学校を統合して新設された小学校である。
- 2000年（平成12年） - 宮川村立宮川小学校として開校。
- 2004年（平成16年）2月1日 - 吉城郡古川町、神岡町、河合村、宮川村が合併し、飛騨市が発足。同時に飛騨市立宮川小学校に改称する。
- 2011年（平成23年）11月 - 耐震補強をした旧・宮川中学校[注釈 1]の校舎に移転。
- 2012年（平成24年）12月 - 体育館が完成。